# 福島県道37号白河羽鳥線

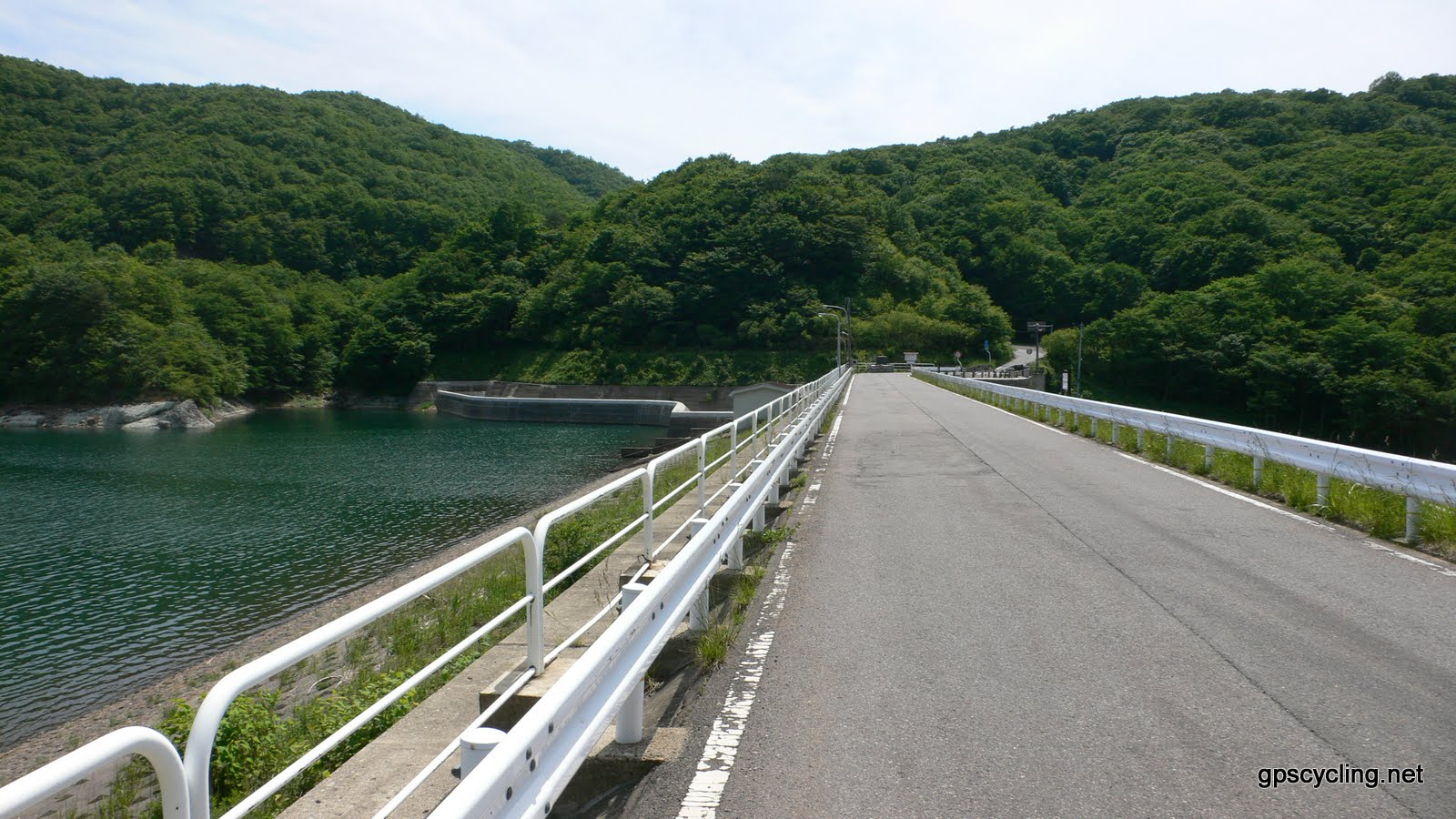
羽鳥湖付近

福島県道37号白河羽鳥線（ふくしまけんどう37ごう しらかわはとりせん）は、福島県白河市と岩瀬郡天栄村を結ぶ県道（主要地方道）である。

## 概要
通称「白河羽鳥レイクライン」。天栄村内では羽鳥湖畔に沿う。

### 路線データ
- 総延長： 26.690 km[1][要出典]
- 重用延長：44m[1][要出典]
- 実延長：26.646 km[1][要出典]
- 起点：白河市郭内
- 終点：岩瀬郡天栄村羽鳥字水上

## 歴史
- 1976年4月1日 - 建設省告示第935号が公布され、福島県道舟津羽鳥白河線の一部が主要地方道白河羽鳥線として指定される。
- 1976年（昭和51年）11月16日 - 福島県によって県道路線に認定される[2]。
- 1993年（平成5年）5月11日 - 建設省から、県道白河羽鳥線が白河羽鳥線として主要地方道に指定される[3]。

## 路線状況

### バイパス
真名子バイパス（まなこ－）
- 起点 - 西白河郡西郷村羽太
- 終点 - 西白河郡西郷村羽太
- 全長 - 1,705m（供用済区間）
- 幅員 - 8.0m（車道部6.0m）

西白河郡西郷村羽太から岩瀬郡天栄村羽鳥にかけては旧来から手綱坂と呼ばれる難所であり、狭隘・急カーブ・急勾配区間が続き、特に冬期間のスリップ事故等が多発し交通の支障となっていたことから、そのうち西郷村羽太地内の現道区間2,300mのバイパス整備が1993年度より事業化され、2008年12月8日に第1工区として開通した。当道路の開通により、同時期に開通した国道289号甲子道路、無料開放された那須甲子有料道路とあいまって広域的な観光周遊や地域間交流の促進が期待されている。現在はさらなる狭隘区間のバイパス建設（3.0km）が真名子2工区として計画されている。
道路施設
- 真名子大橋

### 道の駅
- 道の駅羽鳥湖高原（天栄村）

### 道路施設
堀川橋
羽太橋
金花橋
- 全長：29.4m
- 幅員：8.8m
- 竣工：1957年[6]

金花橋側道橋
- 全長：31.3m
- 幅員：3.3m
- 竣工：1996年

西郷村羽太字トドメキにて一級水系阿武隈川水系真名子川を渡る。下り線側に人道橋が架設されている。
真名子大橋
- 全長：152.0m
- 幅員：6.0（8.0）m
- 形式：4径間鋼連続鈑桁橋
- 竣工：2007年度
- 施工：矢田工業

西郷村羽太字上真名子に位置する。真名子バイパスの主構造物として緊急地方道整備事業により建設された。R=300mの曲線協であり、縦断勾配6%、横断勾配5%の3次元線形を持つ。総工費は3億9100万円。
唐沢橋
- 全長：28.0m
- 幅員：8.0m
- 竣工：1969年[6]

天栄村羽鳥字水上に位置する。北詰に隣接して下記羽鳥隧道が位置する。
羽鳥隧道
- 全長：69.8m
- 幅員：3.5（4.5）m
- 有効高：4.6m
- 竣工：1943年度

天栄村羽鳥字水上に位置する。羽鳥ダム建設に伴う水没区間付替えのため、白河矢吹開拓事業の一環として建設された。車道幅員3.5mと隧道内でのすれ違いが不可能なうえ、北側坑口は直後に急カーブが位置するため、カーブミラーが複数設置されている。
羽鳥橋
天栄村羽鳥字水上と田良尾の大字境をなし、一級水系阿賀野川水系鶴沼川を渡る。1954年3月竣工。羽鳥ダム天端を通る当県道終点部のうち、洪水吐を渡る部分である。

## 地理

### 通過する自治体
- 白河市
- 西白河郡西郷村
- 岩瀬郡天栄村

### 交差する道路
白河市
- 福島県道18号白河停車場線（郭内 起点）
- 国道4号（米村道北（米村道北交差点））

西郷村
- 福島県道281号増見小田倉線（羽太字狸屋敷）

天栄村
- 国道118号（羽鳥字水上 終点）

### 沿線にある施設など
- JR東北本線白河駅
- 白河市立図書館
- 白河文化交流館コミネス
- 白河自動車学校
- 西郷村立羽太小学校
- 羽鳥ダム